# Новомарьевка (Саратовская область)
Новомарьевка — село в Пугачёвском районе Саратовской области России, в составе сельского поселения Надеждинское муниципальное образование.
Население - 19 (2010)

## История
В Списке населённых мест Самарской губернии по данным 1859 года населённый пункт упомянут как владельческая деревня Марьевка (Новомарьино) Николаевского уезда, расположенная по правую сторону просёлочного тракта из Николаевска в Хвалынск, в 39 верстах от уездного города Николаевска. В деревне имелось 39 дворов и проживало 176 мужчин и 200 женщин. Согласно Списку населённых мест Самарской губернии по сведениям за 1889 год Марьевка относилась к Шиншиновской волости, в ней проживал 491 житель, земельный надел составлял 1158 десятин удобной и 17 десятин неудобной земли.
Согласно Списку населённых мест Самарской губернии 1910 года в бывшей помещичьей деревне Новомарьевке Селезнихинской волости (бывшая Шиншиновская волость) проживали 342 мужчины и 370 женщин, земельный надел составлял 1102 десятины удобной и 5 десятин неудобной земли, имелись школа грамоты и 2 ветряные мельницы.

## Физико-географическая характеристика
Село находится в Заволжье, на левом берегу реки Малый Иргиз, на высоте около 30-35 метров над уровнем моря. Почвы - чернозёмы южные.
Село расположено примерно в 26 км по прямой к северо-западном направлении от районного центра города Пугачёв. По автомобильным дорогам расстояние до районного центра составляет 32 км, до областного центра города Саратов - 260 км, до Самары - 210 км.
Часовой пояс
Новомарьевка, как и вся Саратовская область, находится в часовой зоне МСК+1. Смещение применяемого времени относительно UTC составляет +4:00.

## Население
Динамика численности населения по годам:
| Годы      | 1858 | 1889 | 1897 | 1910 | 2002 |
| --------- | ---- | ---- | ---- | ---- | ---- |
| Население | 376  | 491  | 560  | 712  | 33   |

| 2010 |
| ---- |
| 19   |

Национальный состав
Согласно результатам переписи 2002 года, в национальной структуре населения русские составляли 79 %